# Barrio Banco Provincia
Barrio Banco Provincia es una localidad argentina ubicada en Berisso, Provincia de Buenos Aires; forma parte del Gran La Plata. Se encuentra al norte de la Ruta Provincial 15, 2,5 km al sur del río de la Plata y 2,5 km al este del centro de la ciudad de Berisso.
Es sede del Museo de Berisso, iniciativa del historiador Luis A. Guruciaga, quien comenzó en su vivienda particular en 1999 pero luego cedió el material a una institución que consiguió un predio en esta misma localidad. Las gestiones para la construcción del barrio se iniciaron en 1962, precedido por la iniciativa del Barrio Arquitectura; el nombre es un homenaje al Banco de la Provincia de Buenos Aires, institución bancaria decana en el país. El barrio se construyó una parte en 1962, y el resto en 1965 y 1966.